# Kaliebeek
De Kaliebeek is een klein riviertje in de Antwerpse Kempen en loopt op de grens tussen Tielen en Lichtaart, waar het op de meest zuidelijke punt van Tielen uitmondt in de Aa.  In Tielen zelf, in natuurreservaat de Balderij, stromen eerst twee riviertjes in elkaar uit voordat ze de naam Kaliebeek krijgen. Deze zijn de Grote- en Kleine-Kaliebeek die respectievelijk ontspringen in Arendonk en in Oud-Turnhout. Op een achttiende-eeuwse landkaart van Brabant van de hand van Robert de Vaugondie staat vermeld dat deze beken alleen in de winter stroomden.
Kalie, of zoals het origineel en nu ook nog in het dialect gebruikte 'Cale',  is Keltisch voor waterloop en kan je ook in namen van andere riviertjes terugvinden. (bijvoorbeeld in de Calene een waterloop in de provincie Oost-Vlaanderen)
Tot de 19e eeuw waren er officieel meerdere 'Cale's' in de buurt van de huidige Kaliebeek omdat men ooit op de kaarten van onbevaarbare waterwegen van  de Aa- en Netevallei besliste alle zijriviertjes van beide rivieren gewoon 'Cale' te noemen. Waarschijnlijk gewoon omdat de plaatselijke namen geen belang hadden en het veel gemakkelijker was overal dezelfde naam in te vullen. 